# Frazeologie
Frazeologia este o ramură a lingvisticii care se ocupă cu studiul îmbinărilor de cuvinte parțial sau total fixe, numite unități frazeologice, frazeme sau frazeologisme.
Această disciplină este relativ tânără, afirmându-se ca atare începând cu anii 1970, și există controverse atât privitor la statutul ei exact în cadrul lingvisticii, cât și la obiectul său, dat fiind că este greu de precizat ce îmbinări de cuvinte pot fi considerate unități frazeologice și care este tipologia lor. În același timp este discutată și terminologia folosită în domeniul ei.

## Istoricul frazeologiei
Primele elemente de frazeologie apar pe la sfârșitul secolului al XIX-lea, în lucrări de lingvistică generală, prin menționarea cu diferite alte denumiri a ceea ce numim aici unități frazeologice. Astfel, în legătură cu limba germană, Hermann Paul (1880) indică prezența unor expresii fixe formate din elemente care constituie un bloc, folosite în mod frecvent, și cu un sens total diferit de cel al elementelor luate în parte. Referitor la limba engleză, Henry Sweet (1891) amintește de îmbinări de cuvinte pe care le numește idioms, regulate din punct de vedere formal, dar neregulate din punct de vedere semantic. Pentru limba franceză, Michel Bréal (1897) menționează grupuri de cuvinte pe care le numește formules („formule”), locutions („locuțiuni”) sau groupes articulés („grupuri articulate”) ce se caracterizează prin fixitate și opacitate semantică.
Lingvistul elvețian Charles Bally (1909) este cel care folosește primul termenul phraséologie cu sens lingvistic, înțelegând prin acesta ansamblul trăsăturilor unui grup de cuvinte în care fiecare element își pierde parțial sau total sensul individual, grupul prezentând astfel un sens aparte. Un astfel de grup este numit de el locution composée („locuțiune compusă”). Ulterior, termenul „frazeologie” se va impune ca nume de disciplină.
Și mai târziu sunt abordate marginal unitățile frazeologice, de exemplu de către Ferdinand de Saussure (1916) care le numește locutions toutes faites („locuțiuni de gata”), apoi de Albert Sechehaye (1921) care vorbește despre locutions (în care componentele își pierd identitatea semantică) și despre mots composés („cuvinte compuse”) în care componentele și-o păstrează. Lingvistul olandez Cornelis de Boer (1922) face la rândul său o delimitare între ceea ce numește syntaxe figée („sintaxă fixă”) sau syntaxe locutionnelle („sintaxă locuțională”) și syntaxe vivante („sintaxă vie”) sau syntaxe mobile („sintaxă mobilă”).
Constituirea frazeologiei ca disciplină aparte începe în anii 1930 și 1940, în Uniunea Sovietică, prin punerea bazelor sale teoretice de către unii lingviști ca E. D. Polivanov sau V. V. Vinogradov. Apoi contribuții însemnate aduc frazeologiei unii lingviști germani și francezi. Dintre lingviștii români, Eugen Coșeriu, care trăia în exil, s-a ocupat încă din 1964 de frazeologie, definind noțiunea de „discurs repetat”, în care includea citatele, proverbele, locuțiunile fixe, formulele de comparație și diferite alte expresii integrate de vorbitor în ceea ce lingvistul numea „tehnica liberă a discursului”.
Începând cu anii 1970 se poate vorbi despre frazeologie ca despre o disciplină afirmată care a luat avânt. În România, prima contribuție teoretică importantă în domeniu a fost adusă de Theodor Hristea (1984). În prezent sunt relativ mulți cercetători care se ocupă de frazeologie, pe terenul limbii lor ori în perspectivă bi- sau plurilinguală. Există o Societate Europeană de Frazeologie (EUROPHRAS) înființată în 1999, care organizează colocvii și scoate publicații în domeniu.

## Statutul și obiectul frazeologiei
Frazeologia fiind o disciplină relativ tânără, însuși statutul ei în cadrul lingvisticii este controversat. După unii autori este o subramură a lexicologiei, după alții, frazeologia ține de lexicologie și de sintaxă. Frazeologia are de fapt un caracter mai larg interdisciplinar, dat fiind că unitățile frazeologice sunt studiate din mai multe puncte de vedere: lexical, sintactic, stilistic, semantic, având legătură și cu etimologia. Necesitatea tratării unităților frazeologice în dicționare face ca și lexicografia să se ocupe de acestea. Frazeologia mai are legătură și cu pragmatica, sociolingvistica, psiholingvistica, ba chiar și cu cultura în general.
Delimitarea obiectului de studiu al frazeologiei este de asemenea controversat, în sensul că nu există acord total privitor la ce grupuri de cuvinte pot fi considerate unități frazeologice. Limitele neclare ale acestui obiect au la origine două tradiții principale diferite. Pe când frazeologii din fosta Uniune Sovietică s-au ocupat de îmbinări de cuvinte total sau aproape total fixe, cum sunt expresiile idiomatice și proverbele, iar în centrul tradiției franceze stă noțiunea de fixitate, frazeologii anglo-saxoni au dat de la început o mare importanță unor îmbinări mai puțin fixe, precum colocațiile.
A existat și există încă o viziune mai largă și una mai îngustă în această chestiune. Coșeriu, de exemplu, avea o viziune largă, incluzând în discursul repetat citatele și proverbele. Alții le exclud pe acestea din obiectul frazeologiei, împreună cu zicalele, maximele, sentințele, formulele de poveste și altele. Unii ligviști includ printre unitățile frazeologice și așa-numitele în franceză phrasème pragmatique („frazem pragmatic”), pragmatème („pragmatem”), énoncé lié à une situation („enunț legat de o situație”), expression liée („expresie legată”), formule situationnelle („formulă situațională”) sau phrase situationnelle („propoziție/frază situațională”), care au făcut inițial numai obiectul altei ramuri a lingvisticii, pragmatica. În categoria parimiilor, din care fac parte tradițional proverbele, zicalele (sau dictoanele), aforismele, maximele și sentințele, unii cercetători includ și devizele și sloganurile comerciale și politice sau sociale. Mai apar ca unități frazeologice și unele epitafuri, inscripții de pe tricouri, graffiti etc..
Stabilirea tipurilor de unități frazeologice, delimitarea acestor tipuri unul de altul și clasificarea lor sunt de asemenea controversate. Este tipică pentru aceasta discuția în jurul noțiunilor „expresie” și „locuțiune”. Unii lingviști le consideră sinonime, alții le disting prin caracterul figurat al primei față de lipsa acestuia în cazul celei de-a doua, admițând că ambele sunt unități frazeologice, iar alții le disting, excluzând totodată locuțiunile din domeniul frazeologiei, deoarece acestea sunt echivalente ale unor părți de vorbire.

## Terminologia frazeologiei
Dificultățile amintite sunt reflectate și de lipsa unității terminologice. Pentru diversele îmbinări de cuvinte parțial sau total fixe se întâlnesc o mulțime de termeni. Pe de o parte, sunt folosiți mai mulți termeni pentru același tip, pe de altă parte – un singur termen pentru mai multe tipuri.
În lucrări franceze, Kocourek (1982) a găsit 27 de asemenea termeni. Tot în limba franceză, diverși autori citează din lucrări ale altora sau folosesc ei înșiși și mai mulți termeni, alții decât aceștia.
În engleză, Kocourek (1982) a inventariat 15 termeni. În alte surse se găsesc în plus și mai mulți.
În literatura română de specialitate au fost repertoriați, în ordine alfabetică: aforism, citat celebru, clișeu, clișeu lingvistic, colocație, comparație proverbială, compus, eponim, expresie, expresie frazeologică, expresie idiomatică, expresie la modă, expresie perifrastică, expresie proverbială, expresii în limbi clasice, expresii în limbi moderne, formulă convențională, frazem, frazeologism, idiom, idiom funcțional, idiom lexemic, idiomatism, idiotism, izolare, izolare livrescă, locuțiune, locuțiune figurată, locuțiune proverbială, maximă, parimie, parte de vorbire cu determinare obligatorie, perifrază proverbială, proverb, sentință, sintagmă, unitate frazeologică, wellerism, zicală. Acestora li se adaugă „construcție idiomatică” și „entitate frazeologică”.
Printre toți acești termeni sunt unii care denumesc anumite tipuri de îmbinări de cuvinte, de exemplu „citat celebru”, alții care înglobează câteva tipuri, de exemplu „parimie”, și alții care îi înglobează pe toți. Dintre aceștia, cel mai frecvent se folosesc:
- unitate frazeologică – en  phraseological unit – fr  unité phrasélogique[32];
- frazem – en  phraseme – fr  phrasème;
- frazeologism – en  phraseologism – fr  phraséologisme.